# 北海道道1063号小川古丹別線
北海道道1063号小川古丹別線（ほっかいどうどう1063ごう こがわこたんべつせん）は、北海道苫前郡苫前町内を結ぶ一般道道（北海道道）である。

## 概要
起点からさらに奥には上小川ダムがある。

### 路線データ
- 起点：北海道苫前郡苫前町字小川
- 終点：北海道苫前郡苫前町字古丹別（北海道道437号羽幌原野古丹別停車場線交点）
- 総延長：9.138 km
- 実延長：9.120 km
- 重用延長：0.018 km

### 道路管理者
- 留萌振興局 留萌建設管理部 羽幌出張所

## 歴史
- 1985年（昭和60年）3月30日 - 路線認定[1]。

## 地理

### 通過する自治体
- 留萌振興局
  - 苫前郡苫前町

### 交差する道路
苫前町
- 北海道道437号羽幌原野古丹別停車場線 - 字古丹別（終点）